# 1464
Cette page concerne l'année 1464  du calendrier julien.
L'année 1464 est une année bissextile qui commence un dimanche.

## Événements
- 19 janvier : échec de l’escalade de Tanger par les troupes du roi Alphonse V de Portugal ; les Portugais se retirent du Maroc avec de lourdes pertes[1].

- 28 février : début du règne de Chenghua, empereur ming de Chine (fin en 1487)[2].
- 1er août : abdication de Go-Hanazono, empereur du Japon. Go-Tsuchimikado lui succède le 21 août[3].

- Au Japon, le shogun Yoshimasa Ashikaga prépare sa succession en adoptant son frère cadet, qu’il fait sortir d’un monastère[4].

- Début du règne de Sonni Ali Ber (Sunni Ali), roi du Songhaï, qui succède à Slimane Damas et agrandit son territoire au détriment de l'Empire du Mali (fin en 1492)[5].

### Europe
- 9 janvier - 12 février : première réunion des états-généraux des Pays-Bas dans la ville de Bruges[6].
- Février :  Louis XI de France cède à Francesco Sforza tous ses droits sur Gênes[7]

- 29 mars : Mathias Corvin est couronné roi de Hongrie à Buda[8].

- 13 avril : Gênes se soumet à la domination du duc de Milan (fin en 1477). L'archevêque Paul de Campo Fregoso quitte la ville pour se livrer à la piraterie[9].
- 25 avril : bataille de Hedgeley Moor pendant la guerre des Deux-Roses[10].

- 15 mai : bataille de Hexham pendant la guerre des Deux-Roses[10].
- 16 mai : à Venise, le Conseil des Dix condamne le noble Ludovic Contarini à avoir la main droite tranchée pour avoir écrit deux pamphlets injuriant le doge et l’État[11].

- 19 juin : le roi Louis XI de France crée la « poste aux lettres », une série de relais le long des grands chemins du royaume, afin de transporter le courrier royal[12].

- 1er août : mort de Cosme de Médicis[13]. Son fils Pierre Ier le Goutteux (1416-1469) règne à Florence.
- 9 août : Karl Knutsson reprend la couronne de Suède[14] après que l’évêque de Linköping, Ketil Vasa, a chassé les Danois (février). En Finlande, il est refoulé par un autre aristocrate suédois, Jöns Bengtsson Oxenstierna, qui se proclame régent.
- 31 août : Jehan Lagadeuc achève la rédaction d'un dictionnaire trilingue breton-français-latin appelé Catholicon, publié en 1499. C'est à la fois le premier dictionnaire de breton et le premier dictionnaire de français au monde[15].
- 31 août : élection de Paul II (Pietro Barbo), 211e pape de l'Église catholique, qui succède à Pie II (fin du pontificat en 1471)[16].

- 5 octobre : pour se concilier l’amitié de Charles le Téméraire, Louis XI de France signe à Abbeville la surséance en sa faveur de tous les procès et différends concernant les limites de la France et de la Bourgogne[17].

- 18 décembre : Louis XI réunit l'assemblée des princes à Tours pour traiter des affaires de Bretagne[18].

- Abolition du droit de chasse en France[19].
- Plus de 70 familles marranes de Valence embarquent pour Valona, en Albanie[20].

## Naissances en 1464
- 23 avril : Jeanne de France, future épouse de Louis XII
- Anne d'Orléans, fille de Charles d'Orléans et de Marie de Clèves.

## Décès en 1464
- 23 février : Zhengtong ;

Zhengtong.

- 18 juin : Rogier van der Weyden, peintre flamand (° v. 1400) ;
- 1er août : Cosme de Médicis qui reçoit le titre de père de la patrie par ses concitoyens ;
- 11 août : Nicolas de Cues (ou de Kues), théologien, savant et philosophe allemand (° 1401) ;
- 14 août : Pie II (Enea Silvio Piccolomini), 210e Pape de l'Église catholique, à Ancône, après six ans de pontificat (° 18 octobre 1405) ;
- 2 décembre : la princesse Blanche II, prétendante au trône de Navarre ;
- Kim Dam, homme politique, astronome et scientifique coréen (° 1416).